# Brollsta
Brollsta är en by och gård, som varit säteri, belägen i Össeby-Garns socken i nordöstra delen av Vallentuna kommun.
Namnet Brollsta finns omnämnt tidigast år 1542.  Under historisk tid har Brollsta utgjort en ensamgård. Ett kvarnställe finns omnämnt redan år 1585, kvarnen flyttades till Ådra/Uddra år 1778.  Fram till 1660-talet brukades och beboddes Brollsta av bönder, men köptes i början av 1660-talet av en hovträdgårdsmästare. Gården gick år 1678 vidare till landshövdingen och friherren Policarpus Cronhielm som erhöll säterifrihet för gården samma år. Gården var väl bebyggd år 1682 och säterifriheten bekräftades år 1828.
Till gården leder vägar som delvis kantas av alléer, en från söder och en från nordväst. Mangårdens byggnader kringgärdas av syrenbuskage. Nedanför gården sluttar marken terrassvis ner mot ådalen i väster.
Byn ligger utmed den gamla sträckningen av Norrtäljevägen. Här har genom tiderna bland annat båtsmanstorp, krog, mejeri, smedstorp och grindstuga funnits. Befintlig bebyggelse har tillkommit mellan 1700-talet och 1980-talet. Bebyggelsen är traditionellt rödfärgade med vita knutar.